# Олександр Олесь
Олекса́ндр Іва́нович Канди́ба (23 листопада (5 грудня) 1878, Білопілля, Харківська Губернія, Російська імперія (нині  —Сумська область, Україна) — 22 липня 1944, Прага, Протекторат Богемії та Моравії, Третій Рейх) — український поет, драматург, представник символізму. Свої твори публікував під псевдонімом Олександр Олесь. Батько поета та політичного діяча Олега Ольжича.

## Життєпис

Хата в якій народився Олександр Олесь.

Олександр Олесь (справжнє прізвище — Кандиба) народився 23 листопада (5 грудня) 1878 року  у родині Івана Федоровича Кандиби та його дружини Катерини (Олександри) Василівни в містечку Білопілля Харківської губернії:
Города Белополья 2-й гильдии Купеческий братъ Іооаннъ Феодоровъ сынъ Кандыбинъ и законная жена его Александра Василіева дочь оба вероисповедания православнаго.

### Козацький родовід
Існує припущення Олександра Оглоблина, що родина цілком імовірно належала до шляхетського роду Кандиб:
|  | «Модзалевський у Родословнику подає кількох Кандибів з Харківщини: нащадки Трохима Кандиби, які були вписані до Родословної книги Харківської губернії, зокрема Іван Лукиліянович Кандиба (стор. 276) і Григорій Андрійович Кандиба, род. 1803 р., з дворян Сумського повіту (стор. 277). Зв’язок цих Кандибів з конотопськими Кандибами, які походять від Федора Кандиби, залишився Модзалевському невідомий. Але він цілком імовірний. Річ у тому, що Іван Андрійович Кандиба (No. 13 головної лінії Кандибів у Модзалевського), титулярний совітник і конотопський діяч, праправнук Корсунського полковника, був одружений з Олімпіадою Петрівною NN (прізвища її Модзалевський не подає), що народилася коло 1786 р. і в 1822 році володіла маєтком у с. Верхосулці Лебединського повіту (52 душі), який потім дістався її дітям Кандибам, можливо, Григорію Івановичу Кандибі, народженому 1806 року, нащадків якого в Модзалевського немає і в якого міг бути син Іван, батько Олександра Івановича Кандиби-Олеся». |

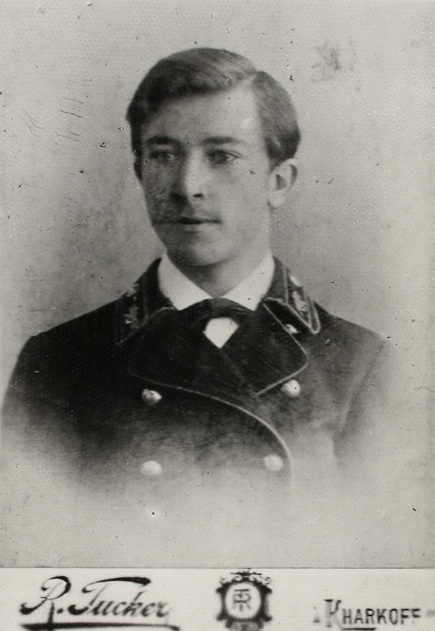
Олександр в ранні роки

### Юнацькі роки
Батько поета працював на рибних промислах на Волзі і випадково втопився на річці, коли Олександру було 11 років. Мати, дві сестри, дід, який жив у селі і до якого щороку їздив хлопець, були його найближчою родиною. У чотири роки Сашко навчився читати. А дядько Василь, з яким жили в одній хаті, прилучив до творів Т. Шевченка, П. Куліша та М. Вовчка.
Початкову освіту здобув у сільській школі. У 15-річному віці (1893) вступив до хліборобської школи у містечку Деркачі неподалік Харкова. Там Олександр брав участь у випуску рукописних журналів «Комета» та «Первоцвіт», в яких з'являються його перші вірші.

### Харківський період
Став вільним слухачем агрономічного відділення Київського політехнічного інституту, незабаром через матеріальні нестатки Олесь змушений був залишити його. Працював у маєтку промисловця практикантом.
1903 року Олесь склав іспит із латини і вступив до Харківського ветеринарного інституту. Під час навчання в інституті водночас заробляв на прожиття статистиком у земстві.
1907 року одружився з Вірою Свадковською, яка народила сина Олега Ольжича.
З жовтня 1909 року працював ветеринарним лікарем у Києві, водночас з 1911 року співпрацював у редакції «Літературно-наукового вістника» та у видавництві «Лан». 

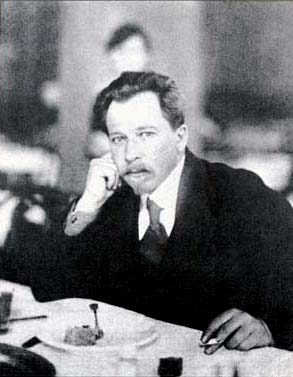
Олександр Олесь

### Життя в екзилі
1919 року виїхав до Будапешта як аташе з питань культури посольства Української Народної Республіки в Угорщині.
У 1919—1922 роках разом зі співвітчизниками, включаючи Антіна Крушельницького, Олесь збирав кошти для допомоги голодним в Україні під час голодомору 1921—1923 років.
З 1920 року проживав у Відні, де очолював Союз українських журналістів та редагував журнал «На переломі». З 1924 року жив у Празі (Чехословаччина). Олександр Олесь був одним із тих, хто стояв біля витоків Українського Вільного Університету, який у 1921 році переїхав до Праги з Відня. 
Листування поета з сином Олегом Ольжичем демонструє справді теплі й ніжні родинні стосунки, батьківську турботу про освіту, захоплення та професійні інтереси сина, який під час Другої Світової війни стає активним учасником руху Опору. Восени 1941 року юнак побував у Києві, мріючи про відновлення української державності. Згодом О. Ольжича заарештовано нацистами й відправлено до концтабору Заксенгаузен. Життя відомого вченого-археолога та талановитого поета передчасно обірвалося в червні 1944 року. 
Олександр Олесь помирає 22 липня 1944 р. у Празі, невдовзі після того, як одержує повідомлення про загибель сина. Похований на Ольшанському кладовищі в Празі.

### Перепоховання
3 січня 2017 року останки письменника та його дружини були ексгумовані. За чеськими законами, після поховання родичі або друзі померлих повинні платити ренту за місце на кладовищі. До недавнього часу ренту (20 тисяч чеських крон на 10 років) за могилу Олеся платив виходець з України Володимир Михайлишин, що був громадянином Чехії. Після його смерті син вирішив поховати батька у могилі Олеся.
Було запропоновано перепоховати Олеся в Україні на алеї почесних поховань на Лук'янівському кладовищі або на його батьківщині — у Білопіллі на Сумщині. 13 січня 2017 року влада Чехії дозволила передачу Україні ексгумованих останків українського письменника Олександра Олеся.
29 січня 2017 року прах Олеся і його дружини Віри було перепоховано на Лук'янівському кладовищі у Києві (50°28′10.05″ пн. ш. 30°27′16.7″ сх. д. / 50.4694583° пн. ш. 30.454639° сх. д.) після панахиди у Володимирському соборі.

## Творчість
Визначальним фактом у житті Олександра Олеся стала поїздка на відкриття пам'ятника Котляревському в Полтаві. В цей час він познайомився з Борисом Грінченком, Михайлом Коцюбинським, Лесею Українкою.
Творчість Олеся виразно поділяється на два періоди — в Україні (1907—1918) та в еміграції (1919—1944). Від 1909 року Олесь позначає обкладинки своїх книжок спершу з варіантами (Кн. ІІ, Т. ІІІ), а від «Драматичних етюдів» [Архівовано 19 березня 2018 у Wayback Machine.] послідовно використовує позначення «Кн.» плюс римська цифра, яка відповідає порядковому номеру збірки.
1905 року альманах «Багаття» вперше публікує твори Олександра Олеся.
За 1907—1918 рр. поет створив шість книг: «З журбою радість обнялась» [Архівовано 19 березня 2018 у Wayback Machine.] (1907).
Становлення поета припадає на часи революційного піднесення визвольного руху. За сприяння відомого історика Олександри Єфименко, яка високо оцінила вірші молодого автора, на кошти українського громадського діяча Петра Стебницького у 1907 році виходить його збірка поезій «З журбою радість обнялась» під псевдонімом Олександр Олесь. Творами талановитого поета-лірика захопилася освічена громадськість, з нетерпінням очікуючи нових видань.
1909 року вийшла друком збірка «Будь мечем моїм!..» (1909, авторська назва була знята цензурою, тому книжка вийшла під заголовком «Поезії. Кн. ІІ»). 1911 року — третя збірка «Книжка третя».

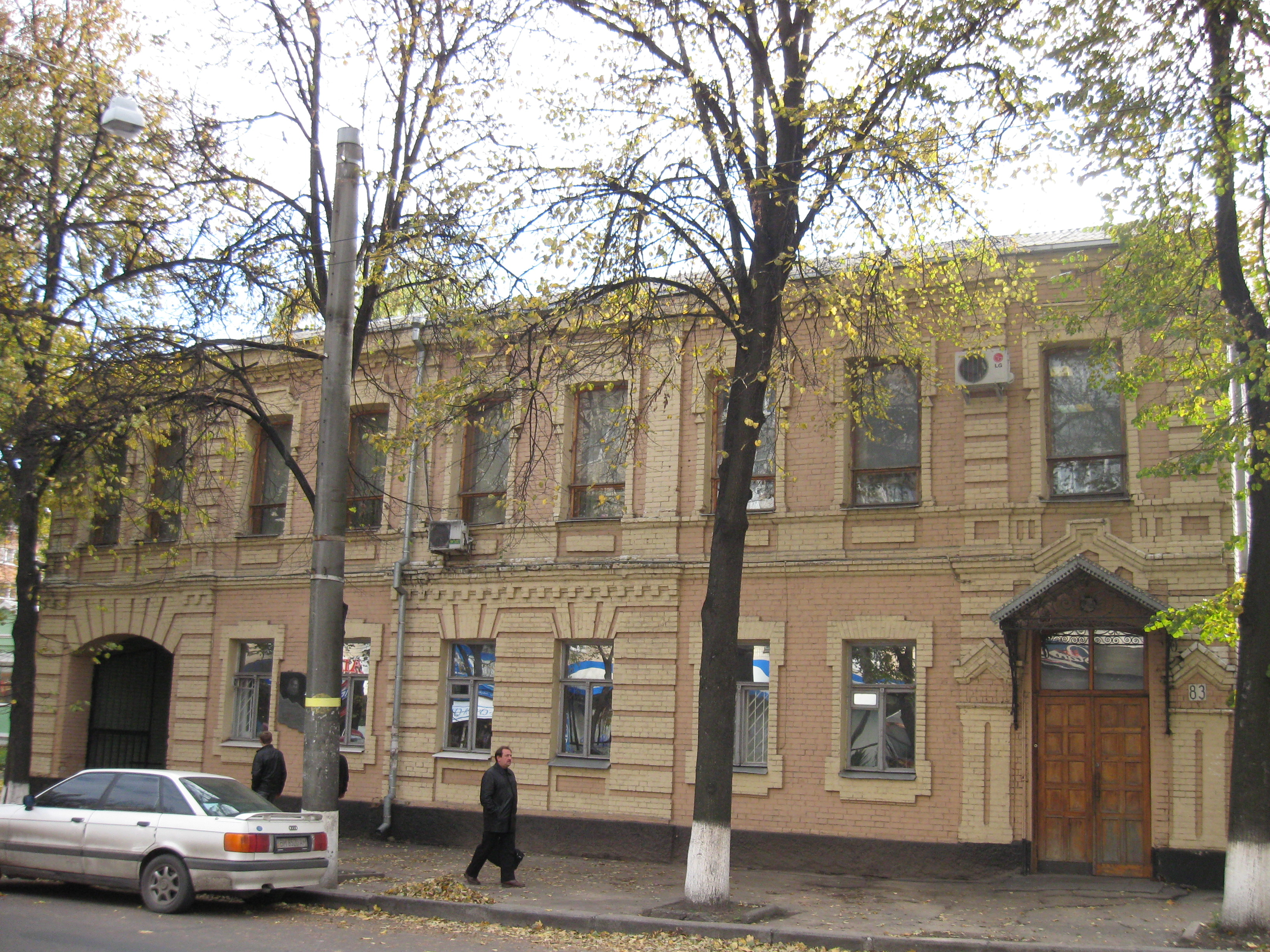
Будинок на вулиці Петропавлівській у Сумах, де періодично (1893–1917) жив Олесь

Подорож Гуцульщиною у 1912 році збагатила поета незабутніми враженнями. Описуючи храмове свято в с. Криворівня, він із захватом згадує барвистий одяг верховинців, які спускалися з гір у долину.
«Неначе квітки, що ростуть на горах, ожили і сходять до Черемошу, щоб напитися студеної води. Зачервоніло незабаром усе біля церкви.., наче розцвів нагло квітник або хто розкидав червоне, як мак, багаття… Я стояв, дивився і не міг надивитися на сей прекрасний народ, що не зазнав панщини, що зберіг вільну душу, мову і старосвітські звичаї, повні краси».
Зустріч з Гуцульщиною знайшла втілення у поемі «На зелених горах» [Архівовано 19 березня 2018 у Wayback Machine.] (1915): в ній «країна див» асоціюється з вільним духом українського народу. Тоді ж, 1912 року, О. Олесь познайомився та провів кілька днів у Карпатах з І. Франком (який справив на нього «надзвичайно файне враження»), з В. Гнатюком, Кобилянською, Коцюбинським.
1913 року Олександр Олесь побував в Італії, написав низку віршів («Мов келих срібного вина», «Італійська ніч підкралась», «В долині тихий сон летить»), які збагачують українську мариністичну лірику, тобто пов'язану із зображенням морських пейзажів.
Поет радісно зустрів повалення самодержавства. Він, як і всі прогресивні діячі, гостро відчував національне поневолення народу. В «Юнацькі пісні» (1915), присвяченій синові Олегові, що згодом стане відомим поетом під ім'ям Олег Ольжич, Олександр Олесь передбачав крах імперії, адже сини України піднімалися у кожну епоху на священну боротьбу:
Земля розступилась! І з праведних трун
Виходять Хмельницький, Мазепа, Богун!
І з Волі знімають кайдани міцні,
І слізьми співають щасливі пісні.

1917 року Олександр Олесь видає нову книжку поезій, у якій особливу увагу привертає цикл «З щоденника. Р. 1917», наснажений урочистими інтонаціями, що передають перші кроки у виборюванні національної самостійності. Ліричний герой віршів у циклі схвильований бурхливими подіями будівництва української державності, йому аж не віриться, що над поневоленим упродовж довгих віків краєм засяяло сонце свободи.

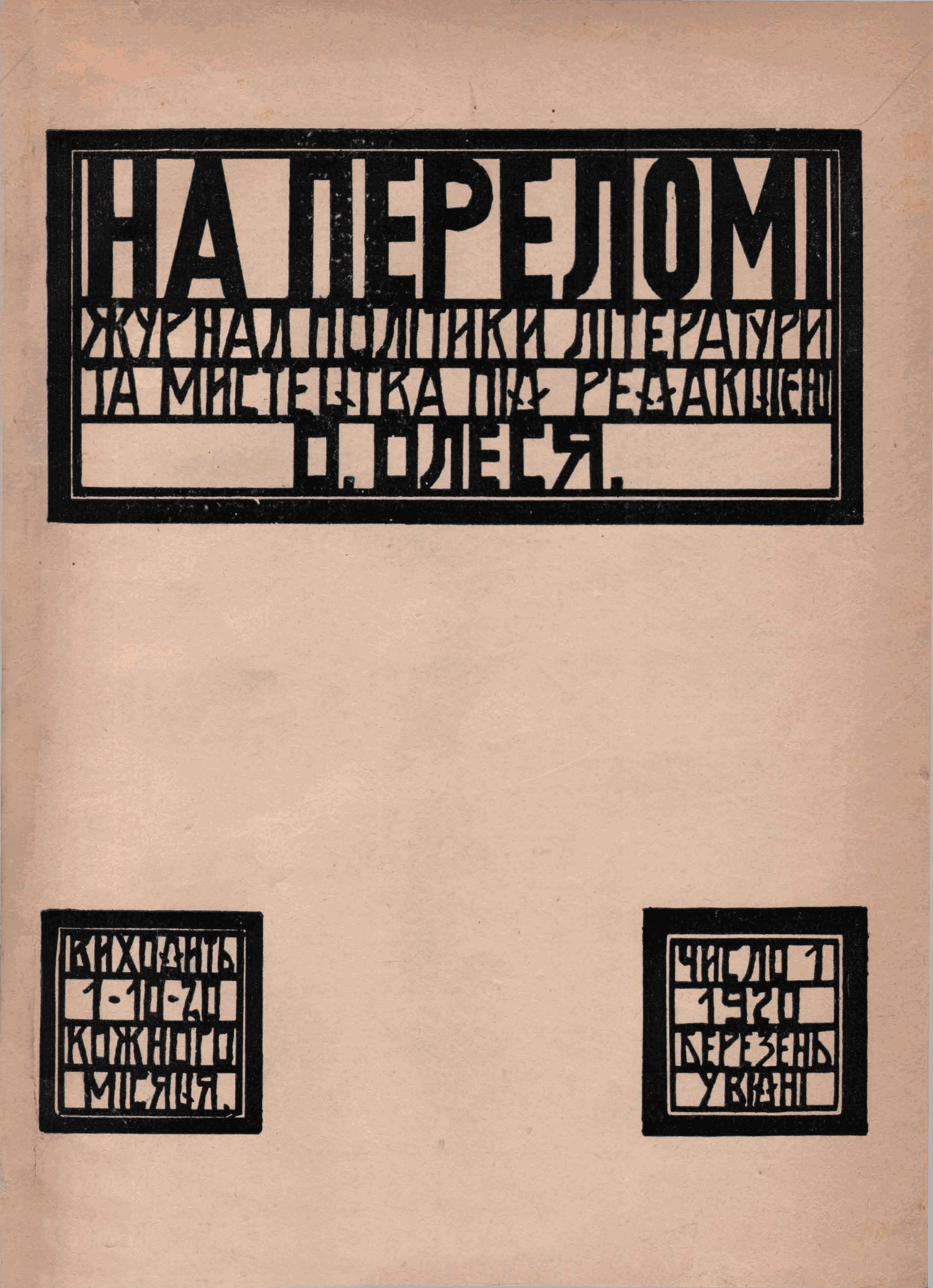
Журнал На Переломі під редакцією Олеся

1919 року, після жовтневого перевороту, Олесь опиняється за кордоном. Еміграція стала трагедією життя Олеся. Після еміграції оселяється і періодично живе в Будапешті, Відні, Берліні, Празі. Олесь видає за кордоном ряд збірок, основна тема яких — туга за Україною:
Душа розірвана, як рана…
Бальзам далеко так, як сонце,
А сонце, сонце, як і щастя,
Там, там, лише в краю коханім.
(«В вигнанні дні течуть, як сльози»)
Він також слідкує за літературними процесами в радянській Україні. На твори, писані Павлом Тичиною на замовлення партії, Олександр Олесь відгукнувся віршем-докором «І ти продався їм, Тичино…».
Поет хоче відвести душу в сивій давнині, він багато пише про міжусобиці княжої доби, які призвели до занепаду Київської Русі. Певне, ця тема була навіяна кривавою громадянською війною в Україні (так з'являється збірка «Минуле України в піснях» [Архівовано 19 березня 2018 у Wayback Machine.], видана 1930 р. у Львові).

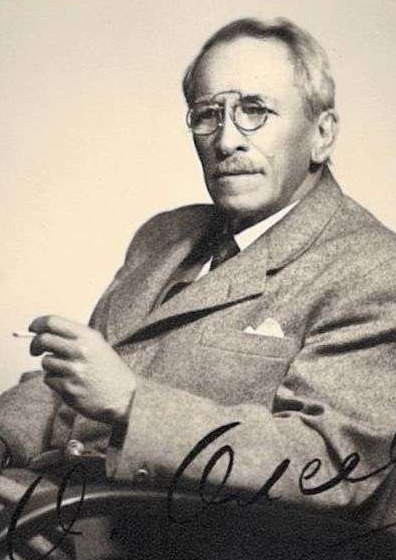
Олександр Олесь в останні роки життя

Поета-вигнанця хвилюють жахливі вісті про голодомор 1933 року в Україні, про арешти і розстріли української інтелігенції, зокрема про розправу над особистим приятелем — письменником Антоном Крушельницьким та його дорослими синами Іваном і Тарасом у грудні 1934 року. Трагедія, яка спіткала добре знайому родину Крушельницьких, стала імпульсом до написання за кілька днів січня 1935 року драми «Земля обітована».

## В музиці
- Мирослав Волинський: "По дорозі в Казку" - опера і симфонічна поема за одноіменним драматичним етюдом. [18]
- Мирослав Волинський: "Івасик-Телесик" опера для дітей і дорослих [19]
- Мирослав Волинський: "Моя пісня" вокальний цикл [20]
- Мирослав Волинський: вокальні твори: "Ти знов прийшла", "Прийди", "Ти заснула, мила, встань", "Затремтіли струни", "З журбою радість обнялась", "Прийди в мій сад", "Дума про вдову і трьох синів" [21]
- Мирослав Волинський: хорові твори: "Тануть, в’януть сніги", "Пісня сліпих", "Сонце на обрії", "Європа мовчала", "Хай літають вітри", "Із панських прихвостнів рабів", "Щоденно ворони летять" [22]
- Сергій Ярунський - "В золотій смушевій шапці", пісня (2023 р.)

## Пам'ять
Скульпторка Ніна Левитська, яка разом з чоловіком композитором Борисом Левитським підтримувала в Празі приятельські стосунки з поетом, з руки та обличчя Олександра Олеся зняла посмертні відбитки, які зберігаються в Музеї української культури у словацькому місті Свидник. Після війни передсмертні листи Олександра Олеся Ніна передала на зберігання професору Миколі Мушинці.
- Мирослав Волинський — музичні твори на слова Олександра Олеся. Серед них дитяча опера «Івасик-Телесик», симфонічна поема «По дорозі в Казку», вокальні та хорові твори.
- Рок-гурт Кому Вниз в альбомі In kastus має пісню «Вийди, змучена людьми…» на слова однойменного вірша Олександра Олеся.
- 2010 — в Білопіллі встановлено пам'ятник Олесю.
- Вулиці, названі на честь Олександра Олеся, існують в багатьох населених пунктах України.
- 5 грудня 2018 року на державному рівні в Україні відзначається пам'ятна дата — 140 років з дня народження Олександра Олеся (справжнє ім'я та прізвище — Олександр Кандиба) (1878—1944), поета, драматурга, громадського діяча.[23]
- 5 грудня 2018 року в Харківській державній зооветеринарній академії (вул. Академічна, 1, смт Мала Данилівка, Дергачівський район) відкрили пам'ятну дошку. Письменник навчався у Харківському хліборобному училищі (нині тут знаходиться ХДЗВА), де отримав атестат земельного статиста. У 1902—1908 рр. навчався у Харківському ветеринарному інституті і отримав диплом ветеринарного лікаря[24][25].

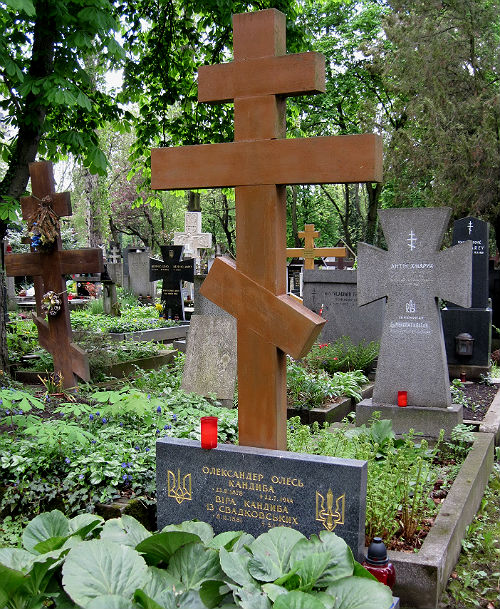
Могила Олеся на Ольшанському кладовищі. Травень 2010 року
Могила Олеся і його дружини одразу після перепоховання в Києві, 29 січня 2017 року
Могила Олеся і його дружини з надгробком
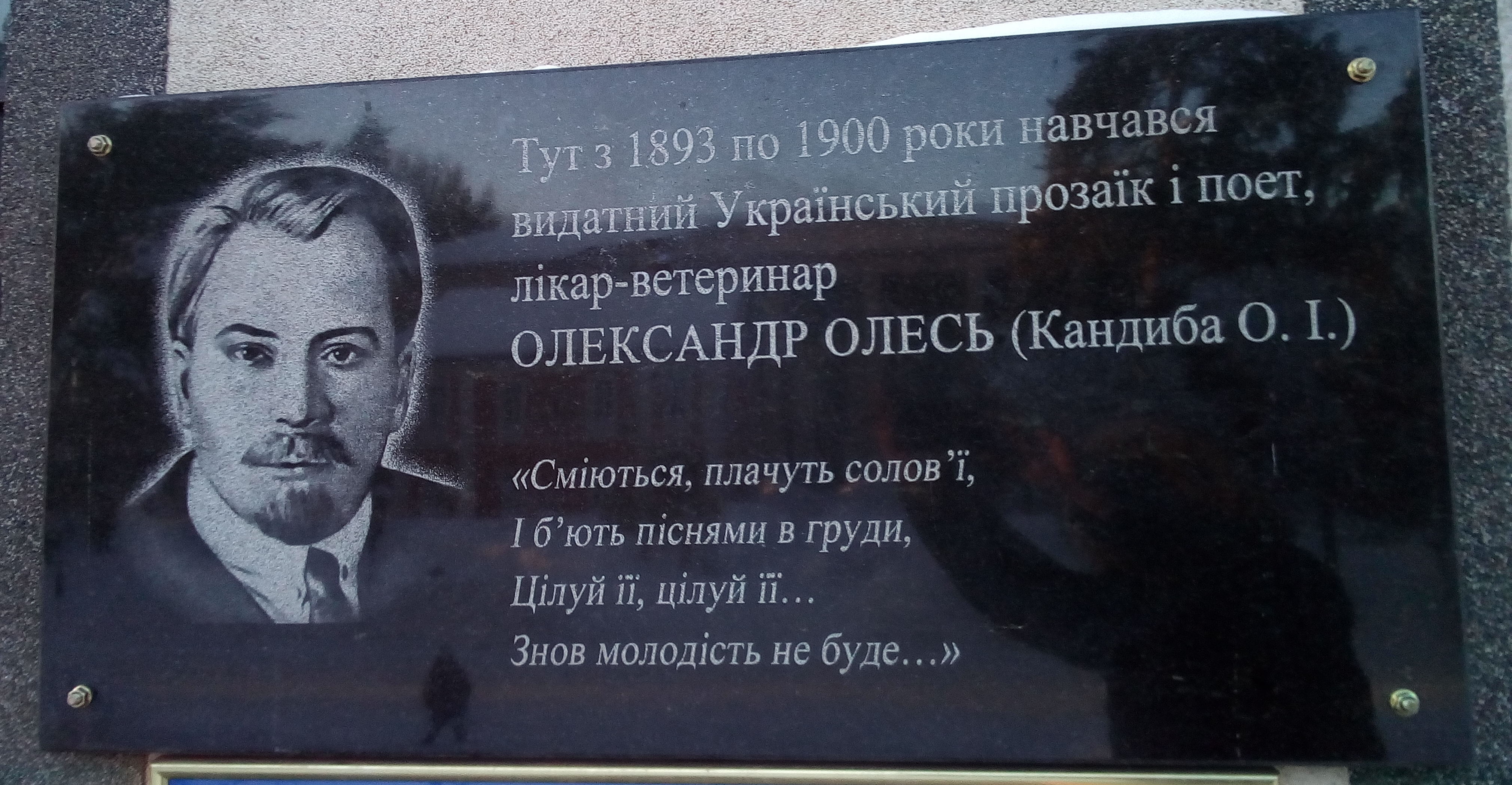
Пам’ятна дошка Олександру Олесю, Харківська область
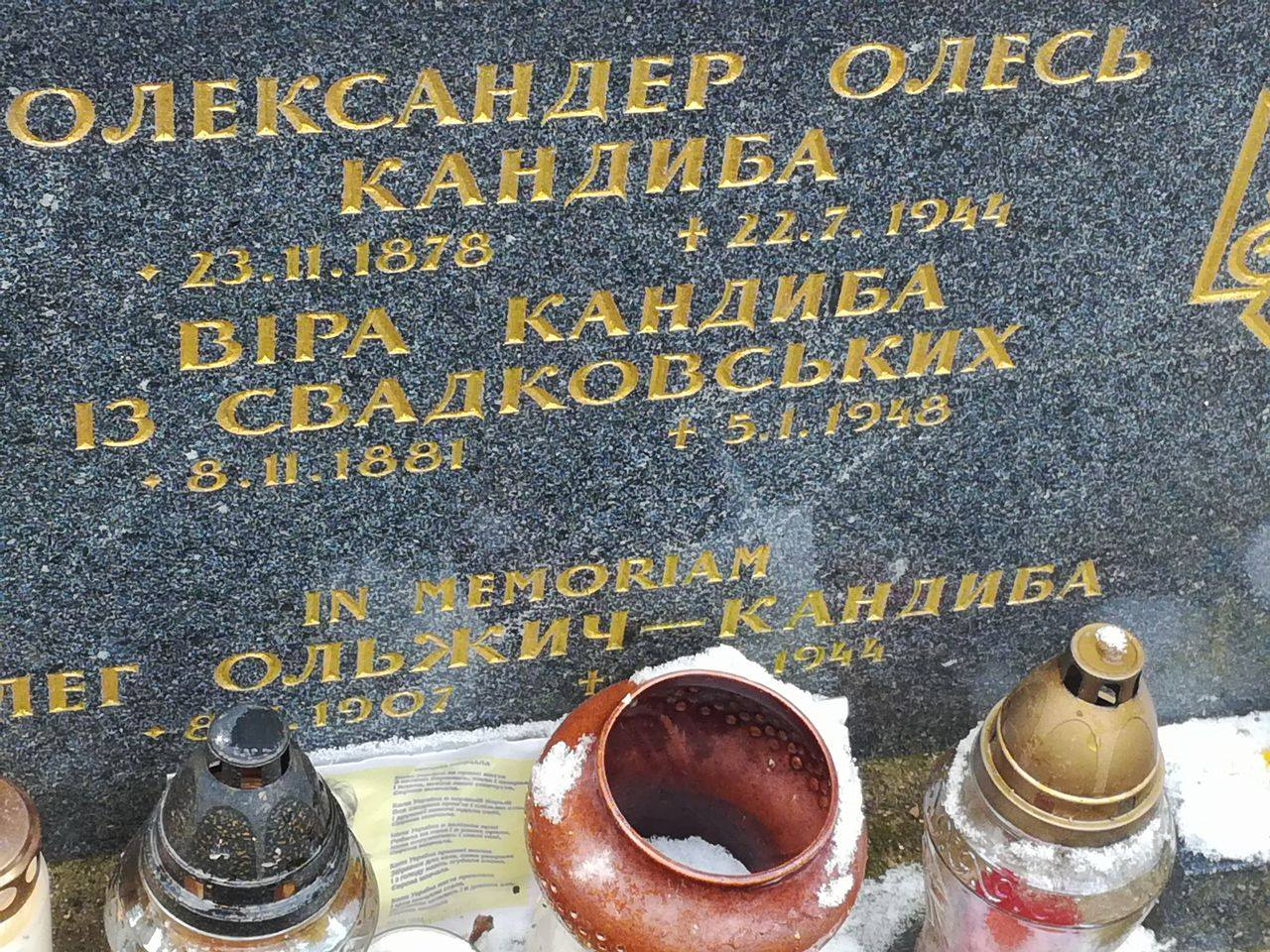
Місце поховання Олеся після ексгумації, 3 січня 2017 року

## Твори

### Видання творів
- Олесь О. Драматичні етюди / О. Олесь. — Київ : 1914. — 115 с. [Архівовано 19 березня 2018 у Wayback Machine.]
- З журбою радість обнялась [Архівовано 2 травня 2014 у Wayback Machine.]. Відень, між 1919 і 1921
- Олесь О. З журбою Радість обнялась. Кн. 1 / О. Олесь. — Вид. 3-тє. — Відень. 145 с. [Архівовано 19 березня 2018 у Wayback Machine.]
- Вибір поезій 1903—1923 [Архівовано 4 березня 2016 у Wayback Machine.]. Прага, 1923
- Олесь О. Вибір поезій, 1903—1923 / О. Олесь ; передм. М. Грушевського. — Прага: Накладом Лаврова, 1923. — 80 с. [Архівовано 18 вересня 2018 у Wayback Machine.]
- Злидні [Архівовано 2 лютого 2017 у Wayback Machine.]. Прага, 1925
- Олесь О. Вірші / О. Олесь ; упоряд. І. Городецька ; мал. Л. Гамбургера. — Київ: Культура, 1930. — 16 с. [Архівовано 18 вересня 2018 у Wayback Machine.]
- Бабусина пригода [Архівовано 4 березня 2016 у Wayback Machine.]. Прага, 1941
- Олесь О. Бабусина пригода: (п'єска для дітей) / О. Олесь ; мал. Г. Мазепи. — Прага: Пробоєм, 1941. — 15 с. [Архівовано 17 вересня 2018 у Wayback Machine.]
- Євген Коновалець: нарис про життя, чин і смерть великого українського патріота [Архівовано 4 березня 2016 у Wayback Machine.] (спів автор. Кандиба О.). (На чужині), 1948
- Айстри: Вибрані поезії [Архівовано 11 червня 2016 у Wayback Machine.]. Чикаго, 1950
- Два хлопчики: Збірка віршів для дітей молодшого віку [Архівовано 4 січня 2017 у Wayback Machine.]. Нью-Йорк, 1977

- Олесь О. Злидні / О. Олесь. — : Вид. Союза Укр. журналістів і письменників. [Архівовано 17 вересня 2018 у Wayback Machine.]
- Княжа Україна [Архівовано 16 січня 2016 у Wayback Machine.]. Прага, 1940
- Олесь О. Княжа Україна. Кн. 8 / О. Олесь. — 2-ге вид. — Прага: Пробоєм, 1940. — 175 с. — (Книгозбірня пробоєм ; ч. 5). [Архівовано 17 вересня 2018 у Wayback Machine.]
- Лісовий Цар Ох [Архівовано 31 липня 2016 у Wayback Machine.]. Прага, 1938
- Мисливець Хрін та його пси [Архівовано 4 березня 2016 у Wayback Machine.]. Ґрефенгайніхен, 1944
- Микита Кожум'яка [Архівовано 4 березня 2016 у Wayback Machine.]. Прага, 1929
- Олесь О. Микита Кожум'яка / О. Олесь. — Прага: Вид. Союза укр. журналістів і письменників, 1929. — 18 с. [Архівовано 14 вересня 2018 у Wayback Machine.]
- Олесь О. Минуле України в піснях: Княжі часи / О. Олесь. — Львів: Накладом вид-ва «Неділя», 1930. — 170 с. — (Книгозбірня «Неділі» ; т. 4). [Архівовано 19 березня 2018 у Wayback Machine.]
- Олесь О. Мисливець Хрін та його пси / О. Олесь ; обгортка й іл. М. Масютин. — Ґрефенгайніхен: Вид-во Р. Геррозе, 1944. — 51 с. : іл. [Архівовано 14 вересня 2018 у Wayback Machine.]
- На провесні (пролоґ до «Свята весни») [Архівовано 4 березня 2016 у Wayback Machine.]. Прага, 1941
- Олесь О. На провесні: (інсценіз. пролог до «Свята Весни») / О. Олесь. — Прага: Пробоем, 1941. — 16 с. [Архівовано 17 вересня 2018 у Wayback Machine.]
- На Зелених Горах [Архівовано 30 травня 2014 у Wayback Machine.]. Відень
- Олесь О. На зелених горах / О. Олесь. 32 с. [Архівовано 19 березня 2018 у Wayback Machine.]
- По дорозі в Казку [Архівовано 31 липня 2016 у Wayback Machine.] драматичний етюд. Прага, 1939
- Олесь О. По дорозі в Казку / О. Олесь. — (3-тє вид.). — Прага: б. в. 1939. — 39 с. [Архівовано 14 вересня 2018 у Wayback Machine.]
- Олесь О. Поезії. Кн. 3 / О. Олесь. 125 с. [Архівовано 17 вересня 2018 у Wayback Machine.]
- Поезії кн. V [Архівовано 28 серпня 2016 у Wayback Machine.]. Відень
- Олесь О. Поезії. Кн. 5 / О. Олесь. — Київ: Друк. Т-ва «Криниця», 1917. — 130 с. [Архівовано 17 вересня 2018 у Wayback Machine.]
- Солом'яний бичок [Архівовано 2 лютого 2017 у Wayback Machine.]. Прага, 1925
- Олесь О. Солом'яний бичок: казка на одну картину / О. Олесь ; мал. В. Розової-Мозалевської. — Київ: Держ. вид-во України, 1927. — 15 с. : іл. [Архівовано 14 вересня 2018 у Wayback Machine.]
- Цвіте трояндами… [Архівовано 4 березня 2016 у Wayback Machine.]. Прага, 1939
- Олесь О. Цвіте трояндами … / О. Олесь. — Прага: 1939. — 14 с. [Архівовано 17 вересня 2018 у Wayback Machine.]
- Чужиною кн. VII [Архівовано 2 лютого 2017 у Wayback Machine.]. Відень
- Олесь О. Чужиною: вірші / О. Олесь. — Відень: 96 с. [Архівовано 17 вересня 2018 у Wayback Machine.]
- Олесь О. Ялинка / О. Олесь; з мал. Ю. Вовка, О. Кульчицької. — Київ ; Відень ; Львів: Чайка, 1924. — 14 с. : іл. — (Українській дитині / ред. А. Крушельницький ; ч. 11). [Архівовано 14 вересня 2018 у Wayback Machine.]
- Олесь О. Поезії. Кн. 10 / О. Олесь. — Львів: Накладом Вид-ва «Неділя», 1931. — 142 с. [Архівовано 14 вересня 2018 у Wayback Machine.]
- Олесь О. Поезії. Кн. 2 / О. Олесь. — Петербург: Тип. Т-ва «Обществ. польза» 1909. — 178 с. [Архівовано 14 вересня 2018 у Wayback Machine.]
- Олесь О. Твори. Т. 3 / О. Олесь. — Вид. 2-ге. — Київ: Вид. т-ва «Криниця», 1918. — 144 с. [Архівовано 19 вересня 2018 у Wayback Machine.]
- Олесь О. По дорозі в Казку: (етюд на 3 картини) / О. Олесь. — Київ: Друк. 1-ї Київ. Друкар. Спілки, 1910. — 39 с. [Архівовано 4 серпня 2020 у Wayback Machine.]
- Олесь О. Хвесько Андибер: (дума-п'єса) / О. Олесь. — Київ: Вид. т-ва укр. письменників, 1917. — 16 с. [Архівовано 3 серпня 2020 у Wayback Machine.]
- Олесь О. Микита Кожум'яка / О. Олесь. — Прага: Вид. Союза укр. журналістів і письменників, 1929. — 18 с. [Архівовано 3 серпня 2020 у Wayback Machine.]
- Олесь О. Лісовий Цар Ох: казка в трьох картинах / О. Олесь. — Прага: б. в., 1938. — 23, 1 с. [Архівовано 3 серпня 2020 у Wayback Machine.]
- Олесь О. Чужиною: вірші / О. Олесь. — Відень: б. в., 19–?. — 96 с. [Архівовано 3 серпня 2020 у Wayback Machine.]

### Видання в Україні
У 1958 р. ім'я О.Олеся повертається в Україну виданням книги його вибраних поезій з передмовою М.Рильського (Рильський М. Поезія О.Олеся, сторінки 3–11).
О. Олесь. Вибране. Київ, Радянський письменник. 1958. —518 с. Упорядкували: Олег Бабишкін, Борис Буряк, Юрій Мельничук. Палiтурка: тверда, Тираж 15 000.

### Перелік творів
- 1918 рік
- А ти, Марку, грай…
- Айстри
- «Ах, скільки струн в душі дзвенить!..»
- Безсмертники
- «Болить душа моя, болить…»
- «Брати-вигнанці, пригадаймо…»
- «В болотах жаби рай знайшли…»
- «В дитинстві ще»
- «Вас стільки сонця золотого…»
- «В вигнанні дні течуть, як сльози…»… давно, давно колись…"
- «В журбі я сонцю не радію…»
- «В землі віки лежала мова…»
- «В кафе, наповненім юрбою…»
- «В моїй душі не сходе сонце…»
- «В обіймах хмар мовчали скелі…»
- «В провалля розпачу, де плив я без весла…»
- В степу
- «В хмарах сурми загриміли…»
- «Вахляром проміння впало…»
- «Везли їх, зранених в борні з солдатами…»
- «Вгледіти щастя, зомліти, осліпнути…»
- «Ви сонця ждали так давно…»
- «Вийди змучена людьми…»
- «Він жив один в своїй пустелі…»
- «Вітри і бурі весняні…»
- «Вічне море вічно ллється…»
- «Воля!? Воля!? Сниться, може?..»
- «Вона ішла… але здавалося мені…»
- «Вона прийшла, як мрія довгождана…»
- «Вони — обідрані, розбуті…»
- «Все жду чогось… чого, і сам не знаю…»
- «Глузуйте, кпіть над рідною землею…»
- «Глянь мій милий, скільки вроди…»
- Голод
- «Гори сплять, повиті млою…»
- «Горіла хата. Три брати…»
- «Грають в морі між камінням…»
- «Гроза пройшла… зітхнули трави…»
- «Гуси чи лебеді в небі пливуть…»
- «Дві хмароньки пливли кудись…»
- Десять літ
- «Дивлюсь на пройдену дорогу…»
- «Для всіх ти мертва і смішна…»
- «Довго хмарами небо покрите було…»
- «Душа в росі тривожних сліз…»
- «Душа моя — пустка холодна й німа…»
- «Душа співа, як все співає…»
- «Є слова, що білі-білі…»
- «Європа мовчала»
- «Жита! Пригадую…»
- «Жита з волошками, і луки, і гаї…»
- «З військом за волю боролися ми…»
- «З журбою радість обнялась…»
- «З серцем, повним смутку-горя…»
- З щоденника 1917 р.
- «Замовкніть всі: великий час прийшов»
- «Затопила чорна туга…»
- «Затремтіли струни у душі моїй…»
- Заходить сонце
- «Згадую: так я в дитинстві любив…»
- «Зелений ліс, і май, і сонце…»
- «Зима… і пролісок блакитний!..»
- «Зима пройшла, весна минає…»
- Зимою
- «Золоті хвилини линуть…»
- «Зрадила та, що любила…»
- «І ти продався їм, Тичино…» (1928)
- «Крики… Усміхи привітні…»
- Лебідь
- Літньої ночі
- «Літо. Свято. В місті тиша…»
- «Ллється море, плеще в берег…»
- Любов
- Метелики
- «Ми не кинемо зброї своєї…»
- «Місяць квітень! Боже мій!..»
- «Міцно і солодко, кров'ю упившись…»
- Моїй матері
- «Мусить бути! — скажи — і стане…»
- «На гори високі, на срібло снігів!..»
- На чужині
- На чужині (пісня)
- Над колискою
- Над морем
- Над трупами
- «Народ, як мертвий, спить без снів…»
- «Не забуду я… о ні!..»
- «Не заллється співом серце…»
- «Не любила, не любила…»
- «Не нам від сорому горіти…»
- «Не слів мені, а стріл крилатих, вогняних!..»
- «Не спиняй думок крилатих…»
- «Не той переміг ще, хто військо розбив…»
- «Не треба струн! Меча мені гостри…»
- «Небо з морем обнялося…»
- «Невже твої уста-коралі…»
- «Нехай обдурений я сном…»
- «Ні, душу мучити свою…»
- «Ні, забуття не дасть мені й сама природа…»
- «О правда! Мій народ смішний безкрає…»
- «О принесіть як не надію…»
- «О слово рідне! Орле скутий!..»
- «Одну я любив за веселість…»
- «Ой була на світі та удівонька…»
- «Ой і пишно ж розцвіли ви…»
- «Ой не квітни, весно,— мій народ в кайданах…»
- «Ой не сійтесь, сніги, ой, не сійтесь, рясні…»
- Осінь
- «Осріблені місяцем гори блищать…»
- «Очі — дві волошки в житі…»
- «Хтось постукав в моє серце…»
- «Хтось ударив без жалю по серцю моїм…»
- Чари ночі («Сміються, плачуть солов'ї…»)
- «Чи вгледжу ще свою країну…»
- «Чому з тобою ми не хвилі?..»
- «Швидко, швидко ми побачимось…»
- «Щоденно ворони летять» (1908)[26]
- Юнацька пісня
- «Я закоханий… Люблю!..»
- «Я сонця жду, і сонце зійде…»
- «Як довго ждали ми своєї волі слова…»
- «Як жити хочеться! Несказанно, безмірно…»
- «Як камінь — серце. Крига в крові…»
- «Як любо, як безмежно любо жити…»
- «Як океан, глибока наша рана…»
- «Як пес голодний, кинутий і гнаний…»
- «Як тихо скрізь! Заснули доли…»
- «Яка краса: відродження країни!..»
- Казка ночі
- «Кожний атом, атом серця…»
- «Коли б ми плакати могли…»
- «Коли б я знав, що розлучусь з тобою…»
- «Коли ми приспимо в серцях своїх жалі…»
- «Коли твоє убрання біле…»
- «Коли хочеш знать, серденько…»
- «Колись здавався ти мені орлом підтятим…»
- «Косять, коси…»
- Драматична поема, «Ніч на полонині»
- «П'ять весен минуло, і шоста прийшла…»
- «Пекло, здавалось, було в ту годину…»
- Пісня («Живи, Україно, живи для краси…»)
- Пісня («Коли вже ти, сонечко, мені зійдеш…»)
- Пісня сліпих
- «Плила хмаронька над країною…»
- «По дорозі в Казку»
- «Порвалися струни на арфі…»
- «Потік століття зносив гніт…»
- «Прибув з України і все розказав…»
- «Про світ ви марили, і ось світає…»
- «Прокляття, розпач і ганьба!..»
- «Райдуга з неба злетіла…»
- Рано-вранці…
- «Ранок, в яблунях розквітлих…»
- «Ранок, ранок! Час світання…»
- «Ридати хочеться, та сльози скам'яніли…»
- «Рідна мова в рідній школі…»
- «Розбіглись ми по всіх світах усюди…»
- «Роси упали на землю…»
- «Садок. Пани. Московська мова…»
- «Серед юрби веселої, гучної…»
- «Синіла ніч, дивились зорі…»
- «Скільки політиків різних пород!..»
- «Скінчиться ніч людського божевілля…»
- «Солов'єва пісня ллється…»
- «Сонце на обрії, ранок встає…»
- «Співи, співи… Скільки співу…»
- «Стомився я вкрай в цій безмежній пустелі…»
- «Схилив я голову і йду поволі…»
- «Схід сонця зустріти я вийшов у поле…»
- Тайни ночі
- «Так, справді „край“… ми пізно стрілись…»
- «Так, як Данте любив Беатріче…»
- «Таке життя! Отак справдились мрії!..»
- «Там, десь за мурами, цвітуть луги…»
- «Тануть, в'януть сніги…»
- Твої очі
- «Твої очі — тихий вечір…»
- «Ти з'являєшся, як ранок…»
- «Ти знов прийшла, щоб всі чуття холодні…»
- «Ти зовсім мене не кохала…»
- «Ти не дивуйсь, що в'януть квіти…»
- Ти не прийшла
- «Водяничок»
- «Ти смутна — і я сумую…»
- «Тікаю від крові до сонця, квіток…»
- Три менти
- Тріолети
- «У Степана — рана, а в труні — Марина»
- «Уймають болі єдині сни…»
- «Умер кобзар, порвались струни…»
- «Фіалки сліпий продає…»
- «Хай літають вітри, хай сміються громи…»
- «Грицеві курчата»
- «Хвала і честь вам, гречкосії!..»
- «Хіба не бачите, що небо голубіє…»
- «Хто в час пожежі край свій кине…»
- «Хто зберіг любов до краю…»
- «Хто нам казати не давав…»
- «Хто се мак щороку сіє…»
- «І далі, далі все ми йшли…»
- «І де ми сили беремо…»
- І. Ч.
- «Італійська ніч підкралась…»
- К. М. Г.
- Олесь О. Стихи / О. Олесь ; обл. Б. Дегтерева ; рис. В. Ивановой. — М. ; Л. : ОГИЗ «Молодая гвардия», 1931. — 16 с. [Архівовано 4 серпня 2020 у Wayback Machine.]
- Олесь О. Поезії. Кн. 10 / О. Олесь. — Львів: Накладом Вид-ва «Неділя», 1931. — 142, 3 с. [Архівовано 3 серпня 2020 у Wayback Machine.]
- Олесь О. Поезії. Кн. 2 / О. Олесь. — Петербург: Тип. Т-ва «Обществ. польза», 1909?. — 178 с. [Архівовано 3 серпня 2020 у Wayback Machine.]
- Олесь О. Ялинка / О. Олесь ; з мал. Ю. Вовка, О. Кульчицької. — Київ ; Відень ; Львів: Чайка, 1924. — 14 с. : іл. — (Українській дитині / ред. А. Крушельницький ; ч. 11). [Архівовано 15 серпня 2020 у Wayback Machine.]
- Олесь О. Лисичка, котик і півник: інсценізована казочка в 2-ох картинах / О. Олесь. — Львів: Світ дитини, 1929. — 15 с. — (Діточа бібліотека ; кн. 94). [Архівовано 3 серпня 2020 у Wayback Machine.]
- Олесь О. Івасик-Телесик: (казка в п'яти картинах) / О. Олесь ; рис. Дидишка ; окладинка І. Мозалевського. — Прага ; Львів ; Київ: Вид. т-во «Дзвін», 1925. — 68 с. : іл. [Архівовано 3 серпня 2020 у Wayback Machine.]